# Ölsen
Ölsen é um município localizada no distrito de Altenkirchen, na associação municipal de Verbandsgemeinde Altenkirchen, no estado da Renânia-Palatinado.

## População
| - 1815 – 65 - 1835 – 76 - 1871 – 85 - 1905 – 101 - 1939 – 81 - 1950 – 114 | - 1961 – 99 - 1965 – 97 - 1970 – 92 - 1975 – 95 - 1980 – 95 - 1985 – 81 | - 1987 – 82 - 1990 – 81 - 1995 – 91 - 2000 – 93 - 2005 – 95 |